# دوندوکووو
دوندوکووو (به بلغاری: Dondukovo) یک منطقهٔ مسکونی در بلغارستان است که در شهرستان بروسارتسی واقع شده‌است.